# Knätte kyrka
Knätte kyrka är en kyrkobyggnad i den nordöstra delen av Ulricehamns kommun. Den tillhör sedan 2006 Redvägs församling (tidigare Knätte församling) i Skara stift.

## Historia
Kyrkan, som är uppförd på medeltiden, ligger på en hög kulle ovanför byn. Sannolikt anfölls kyrkan av danskarna 1520 vid slaget på Åsundens is. Kulhål i en medeltida dörr tyder på det.

## Kyrkobyggnaden
De ursprungliga delarna är långhuset och koret, som har branta sadeltak, täckta med tjärade spån. Byggnaden har romansk plan, men koret är ovanligt stort och troligen yngre än långhuset. Det spetsbågiga fönstret i korets gavelröste tyder på att byggnaden uppförts omkring 1300. Nuvarande vapenhus vid västra sidan och nuvarande sakristia norr om koret uppfördes 1929. De byggdes av gråsten och ersatte tidigare vapenhus och sakristia byggda av trä. Den nya sakristian försågs med två medeltida dörrar. Sakristian har ett flackt sadeltak som är täckt med enkupigt lertegel.
En altaruppsats, som tillkom 1812, ersattes 1888 av ett omdanat epitafium. År 1921 flyttades epitafiet till korets sydvägg. Allan Berglunds restaurering 1929 har präglat interiören. Då tillkom ny inredning, varm färgsättning och ett barockinspirerat dekormåleri. Korets östra fönster försågs samma år med en glasmålning utförd av Yngve Lundström.

## Klockstapel och klockor
Den rödmålade klockstapeln uppfördes 1685 och har två klockor. Den renoverades 1981.

## Inventarier
- Dopfunt av sandsten tillverkad under slutet av 1100-talet i två delar. Höjd: 87 cm. Cuppan är cylindrisk med buktande undersida. Upptill och nedtill finns repstavar och däremellan en palmettfris. Foten är halvsfärisk och avslutas upptill med en kraftig repstav. Dekoraterad på sidorna med liljor och kors. Centralt uttömningshål. Den har utslagna partier och sprickor.[1]
- Predikstolen är från 1600-talet och har ovanliga små skulpturer i trä av de fyra evangelisterna. Den inköptes 1725 från Habo kyrka.
- En skulptur härstammar från en altaruppsats från 1812 utförd av Jöns Lindberg.

### Orgel
- Åren 1879-1899 användes harmonium. Därefter sattes en orgel upp tillverkad av Liareds orgelbyggeri och med en fasad ritad av Agi Lindegren.
- Verket ersattes 1929 av ett nytt pneumatiskt från Nordfors & Co med sju stämmor.
- Nuvarande mekaniska orgelverk på åtta stämmor fördelade på manual och pedal byggdes 1975 av Mårtenssons orgelfabrik. Två av stämmorna är från 1929 års orgel och Lindegrens stumma fasad från 1899 har bevarats.[2]

## Bilder

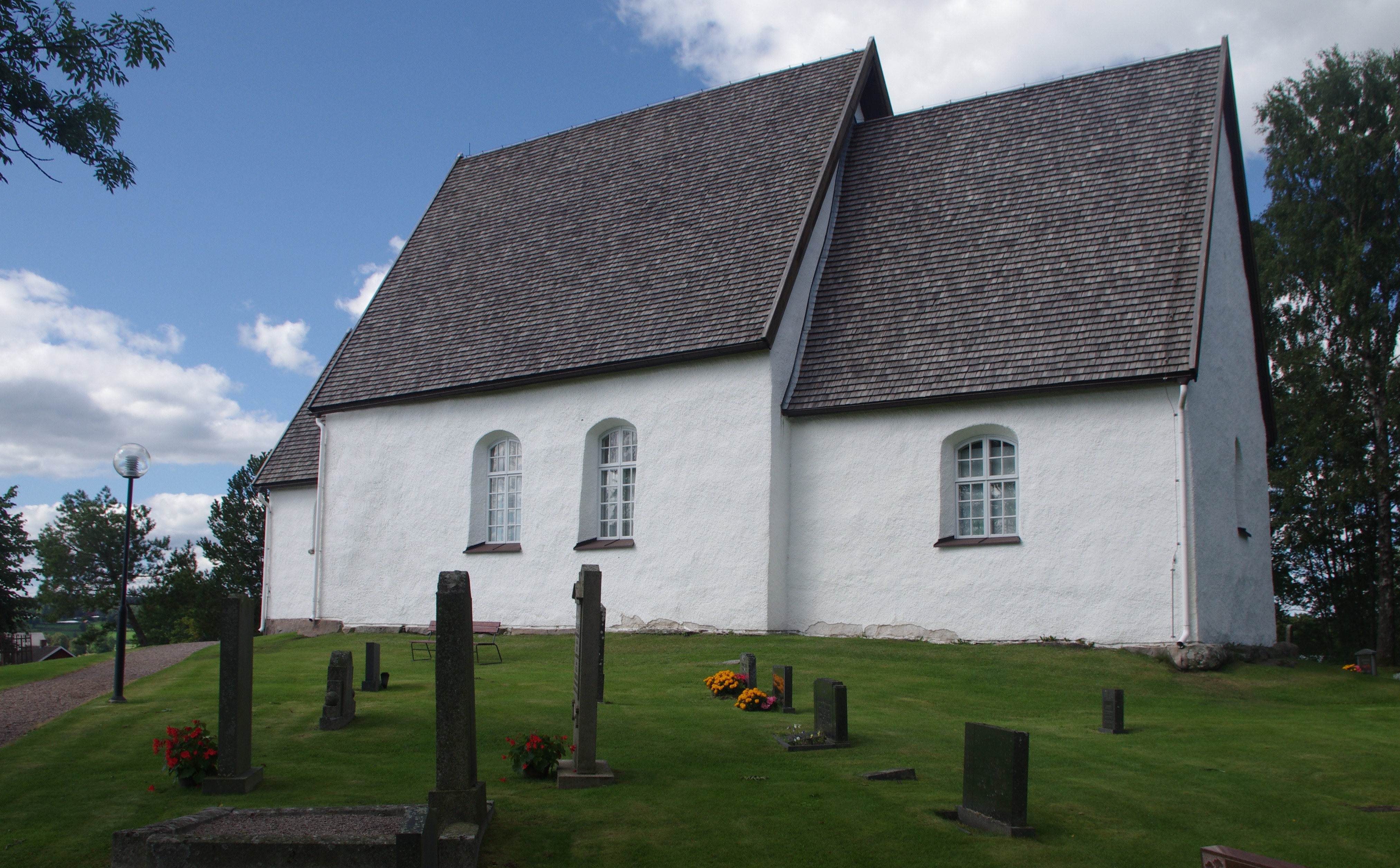
Exteriör
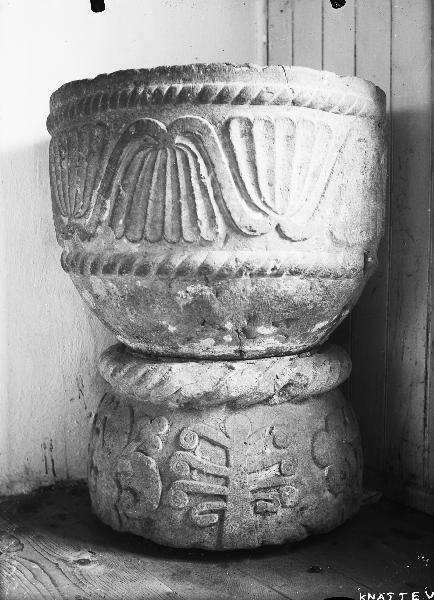
Dopfunten
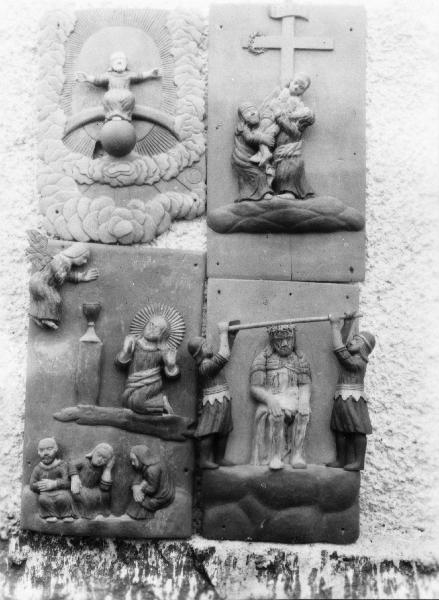
Detaljer av altarprydnad
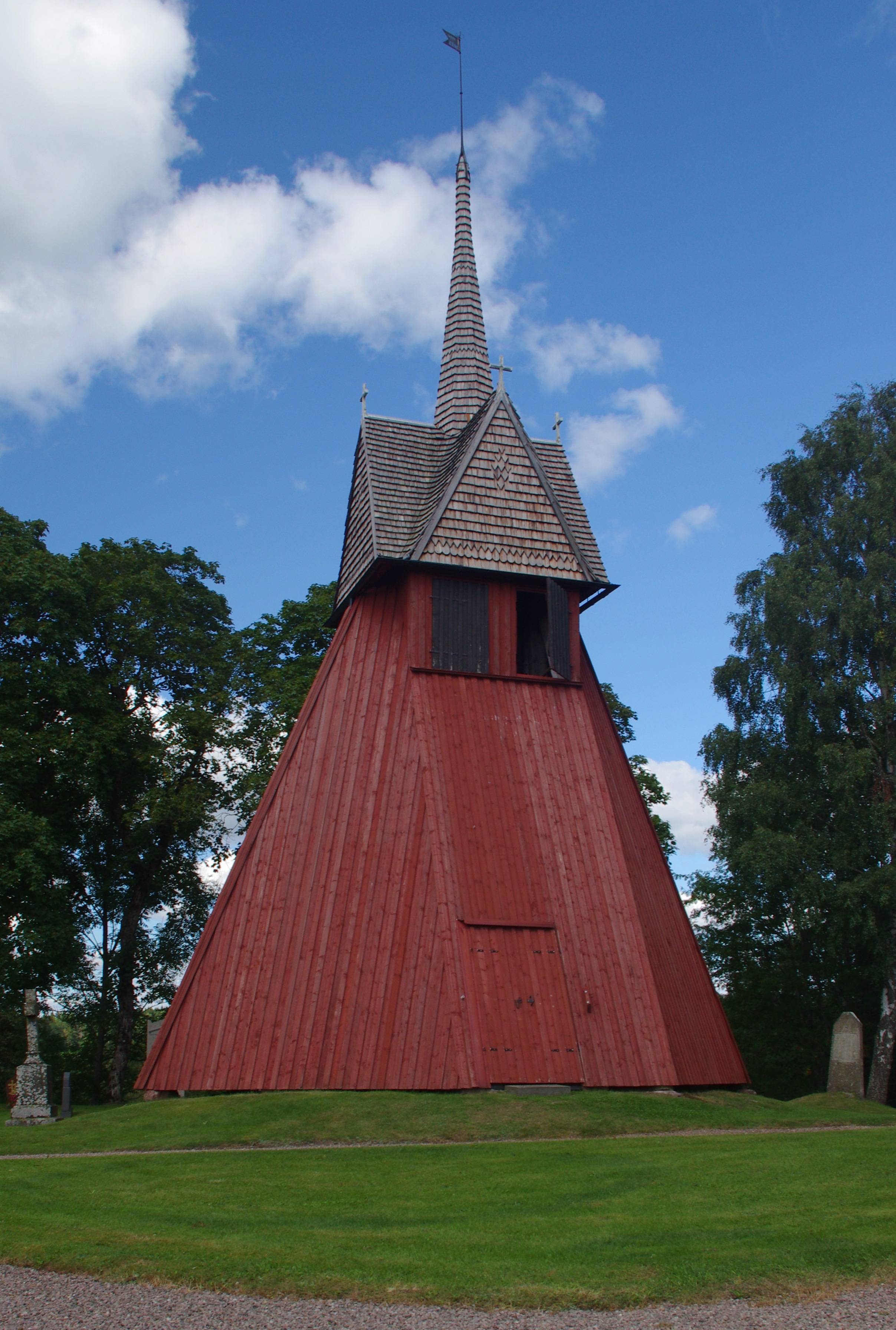
Klockstapeln